# Thomas Wedders
Thomas Wedders znany jako Thomas Wadhouse (ur. ok. 1730 w Yorkshire, zm. ok. 1780) – angielski cyrkowiec o rekordowo długim nosie.
Zasłynął ze swojego rekordowo długiego nosa, ok. 19–20 cm. Pod tym względem jest uznany za rekordzistę w Księdze rekordów Guinnessa, chociaż tytuł nadano mu pośmiertnie. Ze względu na brak aparatów fotograficznych w tamtym okresie nie ma jednoznacznych dowodów na długość jego nosa.
Urodził się w Yorkshire w latach 30. XVIII wieku. Zmarł najprawdopodobniej w wieku 51 lub 52 lat.
Jego podobizny znajdują się w muzeum Ripley’s Believe It or Not!.